# Vladimír Bednár
Vladimír Bednár (8 dicembre 1979) è un ex calciatore slovacco, di ruolo centrocampista.